# Новониколаевка (Садовый сельсовет)
Новониколаевка (укр. Новомиколаївка, крымскотат. Novonikolayevka) — исчезнувшее село в Нижнегорском районе Республики Крым, включённое в состав Садового, сейчас южная часть села.

## История
Впервые в доступных источниках селение встречается в «…Памятной книжке Таврической губернии на 1900 год», согласно которой в деревне Ново-Николаевка, Табулдинской волостии Симферопольского уезда, входившей в Ново-Царицынское сельское общество, числилось 176 жителей в 45 домохозяйствах. На 1914 год в селении действовала земская школа. По Статистическому справочнику Таврической губернии. Ч.II-я. Статистический очерк, выпуск шестой Симферопольский уезд, 1915 год, в селе Ново-Николаевка Табулдинской волости Симферопольского уезда числилось 100 дворов с болгарским населением в количестве 602 человек приписных жителей и 45 — «посторонних», из которых 335 мужчин и 312 женщин. Жители владели 1611 десятинами удобной земли. В хозяйствах имелось 300 лошадей, 100 волов, 100 коров и 120 голов мелкого скота.
При Советской власти, по постановлению Крымревкома № 206 «Об изменении административных границ» от 8 января 1921 года была упразднена волостная система и село вошло в состав Карасубазарского района Карасубазарского уезда, а в 1922 году уезды получили название округов. 11 октября 1923 года, согласно постановлению ВЦИК, в административное деление Крымской АССР были внесены изменения, в результате которых основной административной единицей стал Карасубазарский район и село включили в его состав. Согласно Списку населённых пунктов Крымской АССР по Всесоюзной переписи 17 декабря 1926 года, в селе Ново-Николаевка, Ново-Царицынского сельсовета Карасубазарского района, числилось 193 двора, из них 183 крестьянских, население составляло 866 человек, из них 395 болгар, 393 русских, 19 украинцев, 21 немец, 12 цыган, 8 татар, 5 латышей, 10 записаны в графе «прочие», действовала болгарская школа. Постановлением ВЦИК «О реорганизации сети районов Крымской АССР» от 30 октября 1930 года, был создан Сейтлерский район (переименованного указом ВС РСФСР № 621/6 от 14 декабря 1944 года в Нижнегорский) и село включили в его состав. Время присоединения Ново-Николаевки к Ново-Царицыно пока не установлено: на двухкилометровке 1942 года это ещё отдельное село, а в доступных послевоенных документах слияние не зафиксировано.